# St. Andrew's Rovers Football Club
Le St. Andrew's Rovers FC est un club de rugby du XIXe siècle. Il est formé par des personnes d'origine écossaise vivant à Londres, et est remarquable pour être à la fois l'un des premiers clubs de football (tous codes confondus) et pour son rôle dans la formation du London Scottish Football Club.

## Histoire
Le St. Andrew's Rovers est fondé en 1869 avec environ quarante membres. Il aligne deux équipes de vingt joueurs pour les matchs de rugby. L'origine du nom du club vient de la ville de St Andrews, en Écosse. Selon la St Andrews Gazette et le St Andrews Citizen, le club est formé en 1870 par d'anciens membres du St Andrews University RFC et du Madras College RFC travaillant à Londres. Le fait que le club se soit changé à la maison publique Edinborough Castle et à Nunhead Lane peut indiquer que les hommes qui ont fondé le club utilisaient cet établissement particulier et donc l'association avec St Andrew et Edinburgh. Les couleurs de l'équipe étaient des maillots bleus avec une croix blanche de Saint-André et les initiales du club sur la poitrine, des bas bleus et des pantalons blancs, adoptés des couleurs du RFC de l'université de St Andrews.